# Inundações do Mar do Norte em 1953
As inundações do Mar do Norte em 1953 (em neerlandês:  "De Watersnood", A Inundação) foram inundações ocorridas na noite de 31 de janeiro a 5 de fevereiro de 1953 em zonas costeiras do Mar do Norte. Vários diques nas províncias da Zelândia e Holanda Meridional não tiveram capacidade de conter a combinação de uma maré viva com uma violenta tempestade de noroeste, fenómeno designado como maré de tempestade. Grandes áreas em  terra, tanto nas ilhas costeiras como no continente, ficaram completamente inundadas. Morreram 2 551 pessoas em terra e no mar, e houve prejuízos económicos avultadíssimos, com destruição da produção agrícola e de edifícios nas regiões afetadas. Mais de 1 800 mortes ocorreram nos Países Baixos A gravidade dos efeitos da inundação levou à realização das Obras do Projeto Delta, um sistema reforçado de diques para evitar situações semelhantes. Nos Países Baixos, o dia 1 de fevereiro é um dia em que muitos relembram a grande tempestade e as suas vítimas.

## Circunstâncias meteorológicas

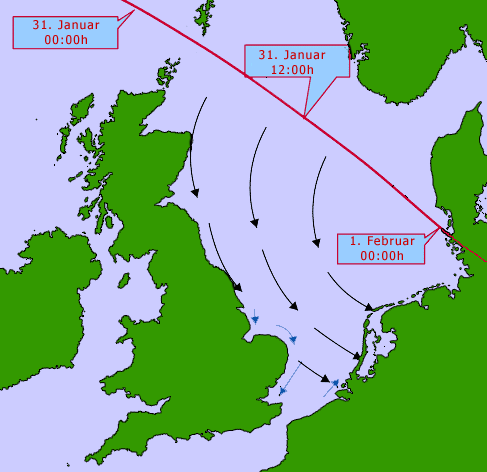
Trajetória da tempestade que provocou a inundação.

Independentemente do mau estado dos diques na zona do Delta (uma ampla zona que compreende os estuários do rio Reno, do Mosa e do Escalda), a inundação foi devida principalmente a uma trágica combinação de diversas circunstâncias meteorológicas adversas.
Uma tempestade formada a sul da Islândia em 30 de janeiro deslocava-se em direção à Escócia, aumentando em força até adquirir características de furacão no dia seguinte, 31 de janeiro. Impulsionada por uma frente de tempestade, dirigiu-se sobre o mar do Norte para a costa neerlandesa, e nesse momento coincidiu com plena maré alta. A combinação de tempestade/furacão com a maré cheia provocou que em alguns pontos da costa a água fluísse para terra firme por cima dos diques.
Na tarde de 31 de janeiro a tempestade continuou a aumentar de força, com ventos de intensidade 11 (na costa neerlandesa houve ventos de intensidade 10). No sudoeste dos Países Baixos mediram-se ventos de intensidade 9 durante 20 horas. A força da tempestade foi tal que impediu o mar de se retirar seguindo o seu ciclo normal, pelo que não se produziu uma verdadeira maré baixa.
Pouco depois da meia-noite ocorreu o maior efeito da tempestade sobre o nível do mar: 3,10 metros de sobreelevação. Três horas depois houve uma maré viva, que combinada com a força do vento, produziu o nível mais alto da água: 4,55 metros acima do nível do mar.
Os diques não estavam preparados para estas condições, e até à 3h da madrugada deram-se as primeiras roturas. Os reforços dos diques, efetuados na parte externa (onde se esperava que o mar pudesse causar maiores danos), não foram suficientes: a água fluiu por cima dos diques, escavando-os pela parte interior, até que a força do mar os rompeu. Cerca de 187 km de diques ficaram danificados, e um total de 89 diques colapsaram.
Por sorte, os ventos mais intensos ocorreram três horas antes da maré viva, e não ao mesmo tempo, caso em que os danos teriam sido ainda maiores.

## A força destruidora do mar

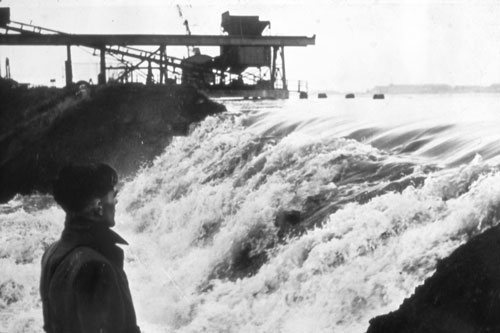
A inundação também afetou outros países. A imagem mostra uma brecha numa barreira costeira no Reino Unido.

Muitas pessoas foram acordadas a meio da noite de terror pela água. Encerrados nas suas próprias casas, não puderam contar com ajuda do exterior. Muitas casas foram derrubadas pela força da água e pela poderosa tempestade. As ligações telefónicas e por rádio foram cortadas.
Uma testemunha relatou como despertou ao ouvir um ruído no piso inferior, e ao descer as escadas, com a lua cheia, viu com horror como a água alcançara a altura do centro das janelas. Enquanto subia rapidamente para acordar a sua mulher, a água quebrou as janelas e entrou violentamente em casa.
Na manhã de 1 de fevereiro chegaria por fim a maré baixa, e o nível da água baixou moderadamente. Algumas pessoas aproveitaram a oportunidade para fugir para zonas mais altas, ou para subir aos telhados. Desenvolveram-se algumas ações de salvamento individuais com botes, levando pessoas para zonas mais seguras. A catástrofe é ainda desconhecida fora da zona afetada, devido à destruição dos sistemas de comunicações.
A situação pioraria de novo nas primeiras horas da tarde de 1 de fevereiro, com a maré cheia seguinte. Esta maré é a que causou maior perda de vidas: os diques já quebrados não puderam conter a água, que alcançava uma altura ainda maior. Muitas casas que tinham resistido ao primeiro embate eram derrubadas agora. Pessoas e animais foram arrastados pela enorme massa de água. Testemunhas que subiram aos telhados das suas casas narram como familiares caíram à água e foram arrastados, sem poderem fazer nada. Os que sobreviveram na água agarravam-se a qualquer objeto flutuante, com a esperança de serem resgatados ou alcançar alguma zona segura. Para muitos a ajuda não chegou a tempo, e para outros seguir-se-ia uma noite fria e aterradora.

## Ações de salvamento

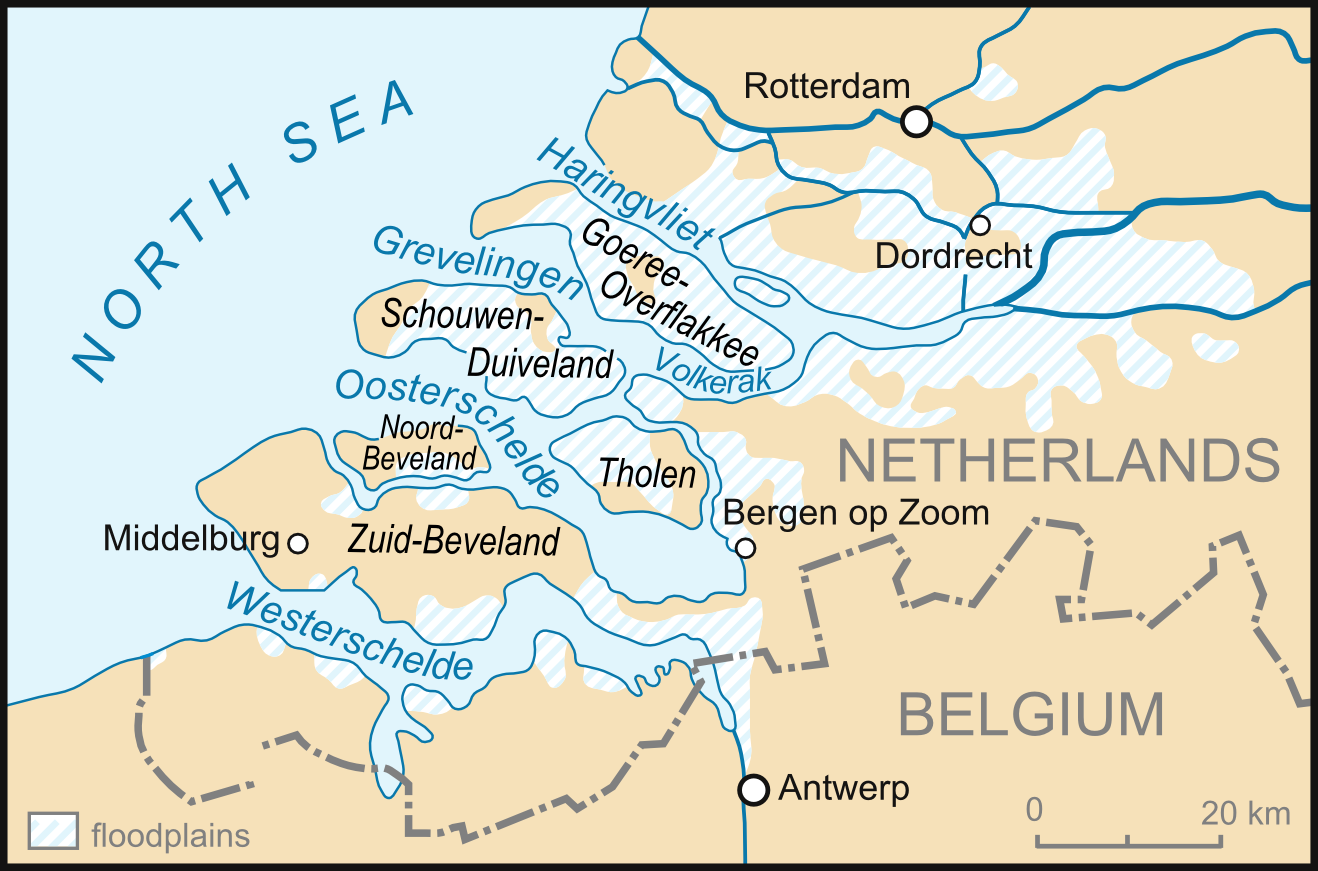
Mapa das Áreas inundadas nos Países Baixos.

### Groenendijk
Com a rotura de múltiplos diques na zona do delta, a situação tornou-se crítica na Holanda Meridional, em torno do rio IJssel Holandês. O dique deste rio era o único que protegia da fúria do mar e da tempestade mais de três milhões de habitantes das duas províncias holandesas.
O dique conseguiu aguentar a maior parte do tempo, embora numa secção conhecida como Groenendijk a situação fosse crítica, já que não fora reforçado com pedra, e ameaçava romper-se perante a enorme pressão de água. Até às 5h30 da manhã de 1 de fevereiro, o dique aguentou, mas cedeu nesse momento. 
A água do mar entrou em violento caudal nas extremamente baixas terras da Holanda Meridional. Numa última ação desesperada, o presidente do município de Nieuwerkerk aan den IJssel ordenou ao proprietário do barco De Twee Gebroeders que o levasse até ao buraco no dique. O plano funcionou, e o barco ficou preso, tapando a rotura do dique.

### Assistência humanitária
Na segunda-feira 2 de fevereiro, usando helicópteros de reconhecimento, era evidente a gravidade da situação e foi posta em marcha a ajuda em grande escala para as zonas afetadas. Usaram-se helicópteros para lançar artigos de primeira necessidade e sacos de areia. Outros países ofereceram ajuda: Bélgica, Reino Unido, Estados Unidos, Canadá, Dinamarca e França enviaram ajuda material e efetivos militares. Começaram as primeiras evacuações.
Em 3 de fevereiro havia já 12 000 homens a trabalhar para remediar os danos, e à tarde deu-se o desastre (não os seus efeitos) por finalizado: a tormenta amainou e a contagem de vítimas mortais foi dada por terminada. Ainda havia pessoas retidas em algumas zonas, mas foram resgatadas em pouco tempo. Em poucos dias completaram-se as evacuações das zonas inundadas ou perigosas, e iniciaram-se os trabalhos de recuperação das zonas atingidas e dos diques.
Tanto do estrangeiro como dos próprios Países Baixos chegaram quantidades enormes de bens para ajudar as vítimas, até ao ponto de que em poucos dias os armazéns destinados a este fim ficaram cheios. Em 4 de fevereiro a Cruz Vermelha emitiu um comunicado pedindo à população que deixasse de enviar roupa e móveis.

## Consequências
As consequências da catástrofe foram enormes. Só nos Países Baixos 1 835 pessoas morreram durante a inundação (864 na Zelândia, 247 no Brabante Setentrional, 677 na Holanda Meridional e 7 na Holanda Setentrional). Outras 40 pessoas morreriam depois, em consequência do desastre.
Houve mais de 200 000 cabeças de bovinos, suínos e equinos (entre outros) que perderam a vida, e quase 200 000 hectares ficaram inundados.
Outra consequência foi que a água salgada do mar fez com que as terras cultivadas ficassem inutilizadas por longo tempo. 3 000 casas e 300 quintas ficaram totalmente destruídas, e 40 000 casas e 3 000 quintas danificadas, sobretudo po causa de pedaços de madeira flutuantes. Cerca de 72 000 pessoas foram obrigadas a abandonar as suas casas e foram evacuadas para áreas seguras.

## Outros países afetados

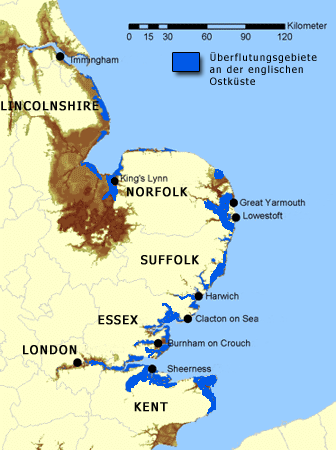
Em azul, as zonas inundadas na Grã-Bretanha.

### Reino Unido
A tempestade provocou também avultados danos na costa oriental do Reino Unido. As defesas costeiras foram danificadas e as estradas ao longo de 1 600 km, em mais de 1 000 km², foram inundadas, pelo que foi necessário evacuar cerca de 30 000 pessoas. Mais de 24 000 casas ficaram danificadas. Estima-se que tenham morrido 307 pessoas na Inglaterra e 19 na Escócia.

### Bélgica
Na Bélgica houve menos danos, mas mesmo assim cerca de 4 400 hectares foram inundados, sobretudo no interior do país, perto de Antuérpia. 28 pessoas morreram no desastre em território belga.

## O Plano Delta
Vinte dias depois do desastre foi criada a Comissão do Delta, com a missão de estudar um plano de infraestruturas para o delta do Reno que garantisse a segurança no futuro. Uma condição do plano é que se devia limitar e proteger a abertura ao mar nos portos de Roterdão e Antuérpia. 
Os trabalhos do Delta duraram mais de 40 anos, e foram concluídos em 1997.

## Adaptações ao cinema e televisão
- The Storm (2009), filme de Ben Sombogaart;